# Шаумяновское сельское поселение (Ростовская область)
Шаумя́новское се́льское поселе́ние — муниципальное образование в Егорлыкском районе Ростовской области.
Административный центр поселения — хутор Шаумяновский.

## Административное устройство
В состав Шаумяновского сельского поселения входит один населённый пункт — хутор Шаумяновский.

## Население
| 2010  | 2012  | 2013  | 2014  | 2015  | 2016  | 2017  |
| ----- | ----- | ----- | ----- | ----- | ----- | ----- |
| 1875  | ↗1889 | ↘1878 | →1878 | ↗1880 | →1880 | ↗1888 |
| 2018  | 2019  | 2020  | 2021  |       |       |       |
| ↘1881 | ↘1880 | ↘1851 | ↘1833 |       |       |       |